# Ivančice letovisko
Ivančice letovisko – przystanek kolejowy w Ivančicach, w kraju południowomorawskim, w Czechach. Znajduje się na wysokości 220 m n.p.m.
Jest zarządzany przez Správę železnic. Na przystanku nie ma możliwości zakupu biletów, a obsługa podróżnych odbywa się w pociągu.

## Linie kolejowe
- 244 Moravské Bránice - Oslavany